# Piccola Macchia Scura

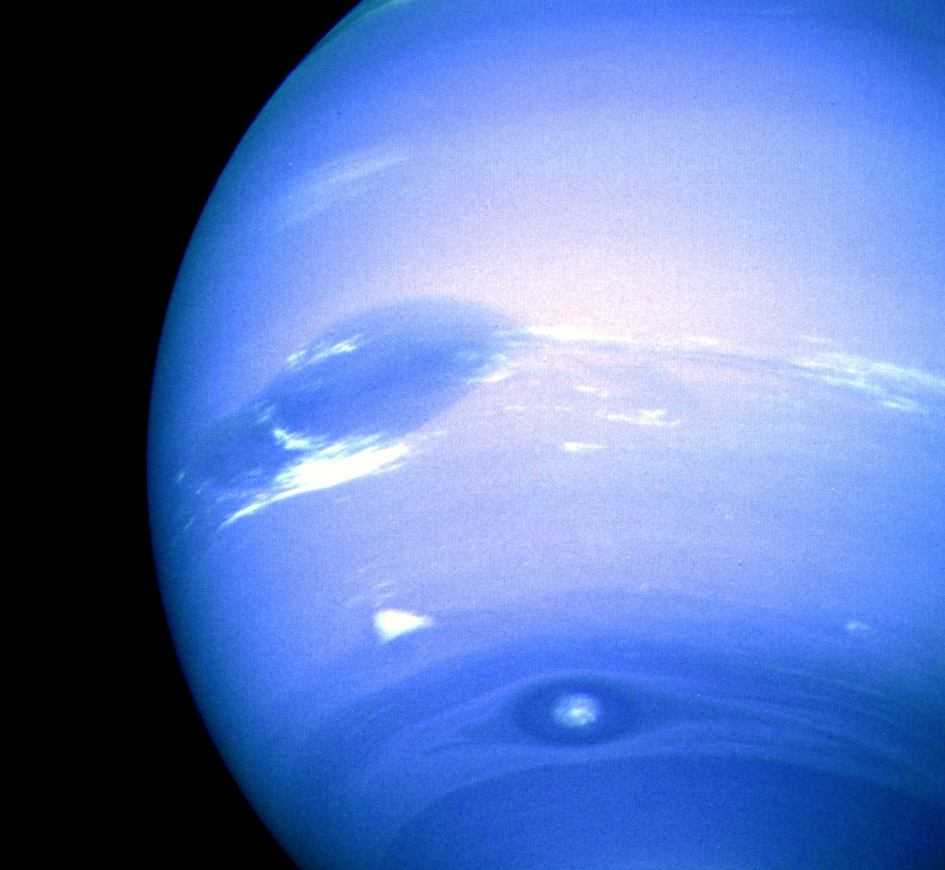
Piccola macchia scura, in basso verso il polo Sud

Nell'atmosfera di Nettuno, oltre alla Grande Macchia Scura, è presente un'altra perturbazione, un po' più piccola della precedente che a causa del suo aspetto prende il nome di Occhio del mago.
Questa piccola macchia scura si muove più velocemente dell'altra formazione e rispetto a questa possiede una velocità relativa di 220 miglia all'ora pari a circa 350 km/h.
È una perturbazione a carattere rotatorio, si trova nei pressi del polo sud e testimonia la presenza di venti fortissimi.